# Аманмурадов Нурберди Аманмурадович
Нурберди́ Аманмура́дович Аманмура́дов (туркм. Amanmyradow Nurberdi Amanmyradowiç) (12 березня 1961) — туркменський дипломат. Надзвичайний і Повноважний Посол Туркменістану.

## Біографія
Народився 12 березня 1961 року в селі Берекет Марійського велаяту, Туркменістан. У 1983 році закінчив Туркменський сільськогосподарський інститут, Дипломатичну академію МЗС РФ за спеціальністю «сучасне міжнародне право» (1993). Володіє російською, турецькою мовами.
У 1983—1984 — інженер ПМК-31 «Мургабремводбуд».
У 1984—1990 — заступник секретаря, секретар комітету комсомолу Туркменського сільськогосподарського інституту.
У 1990—1992 — працював у Центральному комітеті комсомолу і Центральній раді Союзу молоді Туркменістану.
У 1994—1996 — радник, начальник управління консульської служби, начальник відділу країн Азійсько-Тихоокеанського регіону Міністерства закордонних справ Туркменістану.
У 1996 — перший радник Посольства Туркменістану в Турецькій Республіці.
У 1996—2004 — консул Генерального консульства Туркменістану в Стамбулі.
З 27.09.2004 по 04.2009 рр. — Надзвичайний і Повноважний Посол Туркменістану в Туреччині.
З 09.2008 по 04.2009 рр. — Надзвичайний і Повноважний Посол Туркменістану в Ізраїлі.
З 04.2009 по 03.2010 рр. — Надзвичайний і Повноважний Посол Туркменістану в Таджикистані.
З березня 2010 — Надзвичайний і Повноважний Посол Туркменістану в Україні.
26 травня 2010 — вручив вірчі грамоти Президенту України Віктору Януковичу
З 15 липня 2013 року одночасно Надзвичайний і Повноважний Посол Туркменістану в Республіці Молдова.

## Дипломатичний ранг
- Надзвичайний і Повноважний Посол Туркменістану (27.09.2004).